# She's Madonna
«She's Madonna» es una canción interpretada por el cantante inglés Robbie Williams, en colaboración con Pet Shop Boys, e incluida en su séptimo álbum de estudio, Rudebox (2006). Fue compuesta por Williams y los integrantes del dúo, Neil Tennant y Chris Lowe, mientras que la producción quedó a cargo de estos dos últimos. Las compañías Chrysalis y EMI Records la publicaron como el tercer sencillo del disco en formato digital, CD y DVD. Su primera fecha de lanzamiento fue el 23 de febrero de 2007 en la mayoría de los países europeos a excepción de Reino Unido, que salió a la venta el 5 de marzo de ese año.
De género electropop, el tema principal es una referencia a una conversación que Williams tuvo con su entonces pareja Tania Strecker, quien le contó la historia sobre cómo su exnovio, el director de cine Guy Ritchie, la dejó por la artista estadounidense Madonna. Esta última aprobó la grabación cuando el cantante se la hizo escuchar a mediados de 2006. Musicalmente está inspirada en el sencillo «Tour de France» (1983), de la banda alemana Kraftwerk, y la letra trata sobre cómo una mujer es rechazada por su prometido luego de que este se enamora de Madonna, como así también se detalla la fascinación de Williams por la intérprete.
En términos generales, recibió comentarios positivos de los críticos y periodistas, quienes la consideraron una de las mejores canciones de Rudebox y uno de los sencillos más infravalorados de Williams. Además, elogiaron la influencia musical de Pet Shop Boys. Desde el punto de vista comercial alcanzó la posición dieciséis en Reino Unido y estuvo entre los cinco primeros lugares en otros mercados europeos. Sumado a ello, obtuvo un disco de oro tanto en Alemania como en Dinamarca. Se filmó un videoclip bajo la dirección de Johan Renck, cuya principal inspiración fue representar la paranoia que uno enfrenta en el escenario. Contó con la participación de varias drag queens reconocidas y mostró al mismo Williams vestido como tal. Tras su estreno obtuvo comentarios variados de la prensa.

## Antecedentes y publicación

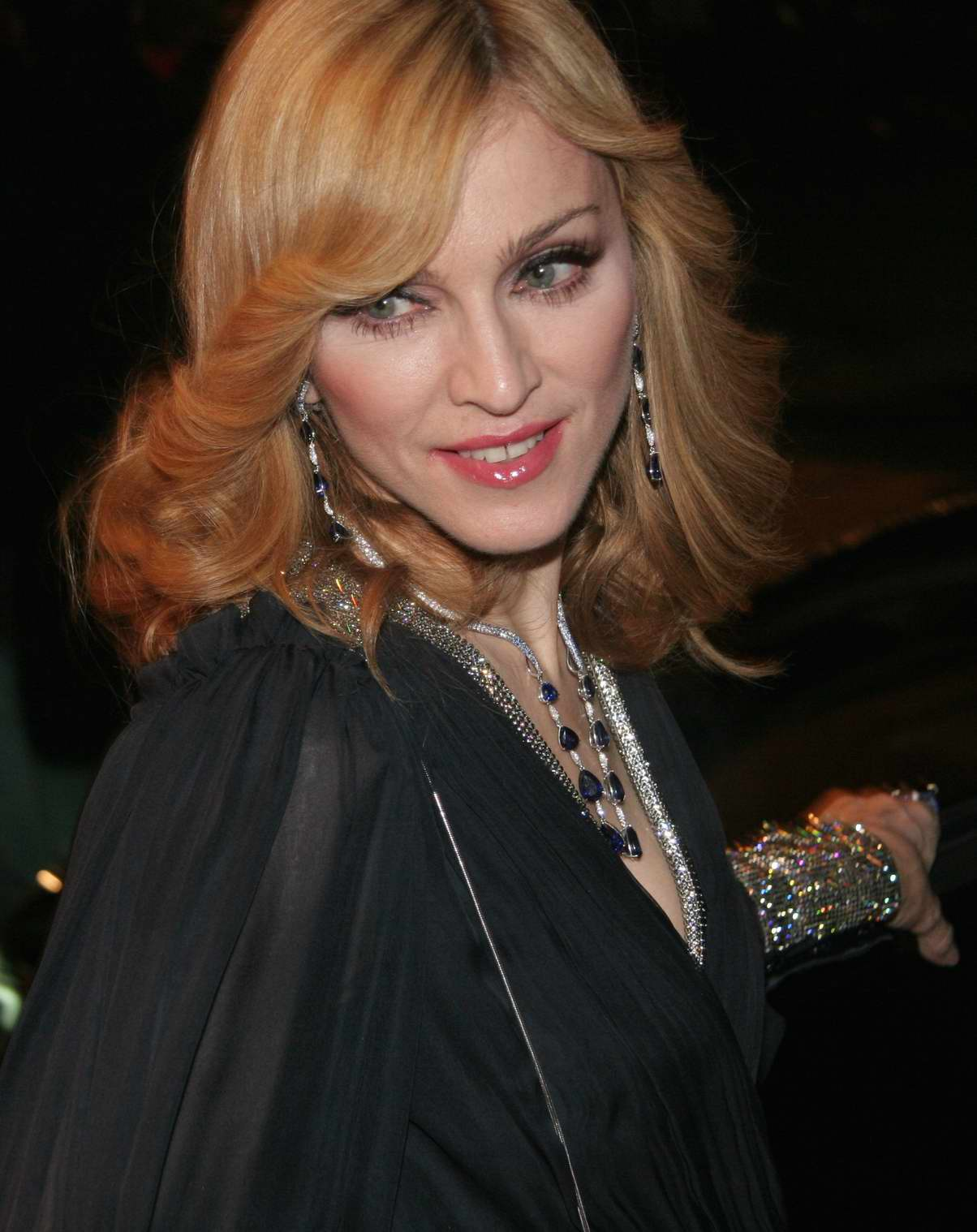
Madonna aprobó la canción cuando Williams se la hizo escuchar personalmente en la casa de la artista a mediados de 2006

«She's Madonna» es una colaboración con el dúo inglés Pet Shop Boys, a quien Williams calificó como sus «héroes». La inspiración principal proviene de una conversación que el cantante tuvo con su entonces pareja, la modelo Tania Strecker, quien le contó la historia sobre cómo su exnovio, el director de cine Guy Ritchie, la dejó por la cantante estadounidense Madonna. Strecker citó a Ritchie cuando le dijo: «Mira, sabes que realmente te amo, pero ella es Madonna». Williams consideró la canción uno de los momentos «más suaves» de Rudebox. Aclaró además que no tenía ninguna connotación irónica al respecto y que «siempre [le] ha gustado Madonna»; agregó: «Esperaba que fuera así de buena, pero eso nunca se sabe hasta que te atreves a entrar en el estudio. Es un plus que haya funcionado tan bien». El integrante de Pet Shop Boys, Neil Tennant, admitió que Williams temía que ella pensara que estaba «acosándola», pero confirmó que le había gustado el tema cuando se la hizo escuchar personalmente en la casa de la artista a mediados de 2006.
Las compañías Chrysalis y EMI Records publicaron «She's Madonna» como el tercer sencillo de Rudebox en formato digital, CD y DVD. La primera fecha de lanzamiento fue el 23 de febrero de 2007 en casi todos los mercados europeos: el CD contenía la versión del álbum y una remezcla de «Never Touch That Switch» —también del disco— producida por el DJ Switch, mientras que para el maxi CD se incluyeron tres remezclas de «She's Madonna» producidas por Chris Lake y Kris Menace. Ese mismo día también se lanzó un DVD con el videoclip del tema y las versiones Nightmoves' Liars Club Remix y Dark Horse Dub Mix de «Never Touch That Switch», más una galería fotográfica como material adicional. En Reino Unido salió a la venta en los formatos mencionados el 5 de marzo de ese año, mismo día en que también estuvo disponible en la tienda iTunes de manera digital. En 2010, la canción figuró en su segundo álbum de grandes éxitos In and Out of Consciousness: Greatest Hits 1990–2010 y en la caja recopilatoria The Definitive Collector's Edition.

## Producción y composición

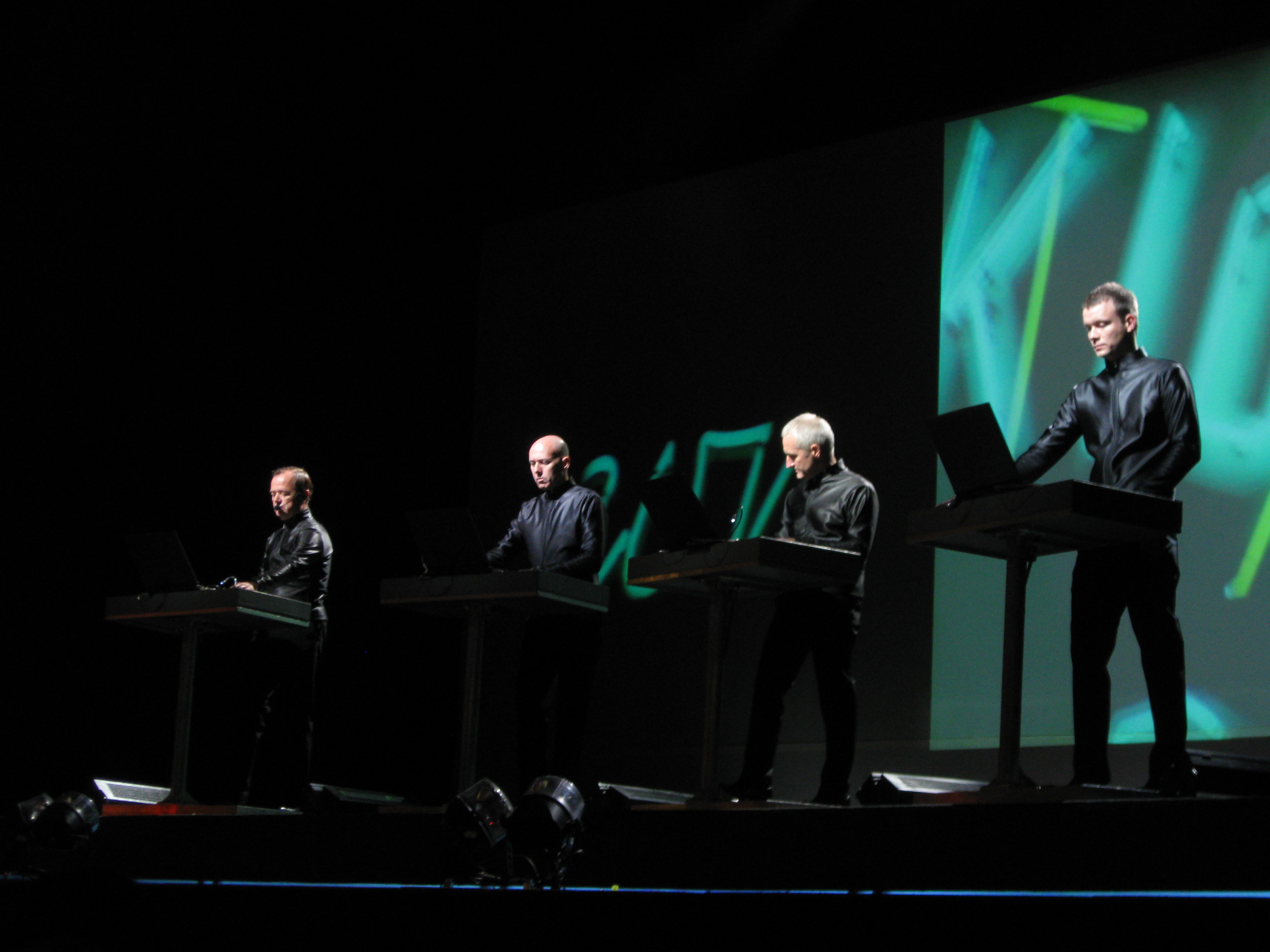
Musicalmente, «She's Madonna» está inspirada en el sencillo «Tour de France» (1983), de la banda alemana Kraftwerk (fotografía)

La grabación y la mezcla tuvieron lugar en los estudios Sarm West ubicados en la ciudad de Londres. Además de la composición y producción de Williams, Tennant y Chris Lowe, el personal incluyó a Tim Weidner en la mezcla y la ingeniería, mientras que Lowe y Pete Gleadall fueron los responsables de la programación y Tony Cousins de la masterización en los estudios Metropolis. Johny Buzzerio tomó la fotografía para la portada del sencillo. De género electropop, musicalmente está inspirada en «Tour de France» (1983), de la banda alemana Kraftwerk. Luego de reproducir el tema, solicitó al dúo si podían incluir algo similar en «She's Madonna», tras lo cual se compuso este último. La canción inicia con «murmullos» en un estilo electro e incluye sintetizadores y palmadas «eufóricas». Según la partitura publicada en Sheet Music Direct por BMG Music Publishing, se establecee en un compás de 4/4 con un tempo de 124 pulsaciones por minuto. El registro vocal de Williams se extiende desde las notas do4 a si bemol5 y sigue una progresión armónica de fa—la bemol—sol menor7—do.
La letra trata sobre cómo una mujer es rechazada por su prometido luego de que este se enamora de Madonna. Asimismo, detalla la fascinación de Williams por la intérprete. En la parte del estribillo recita I love you baby, but face it she's Madonna («Te amo, cariño, pero acéptalo, ella es Madonna»). También se mencionan a otras figuras públicas en el verso We're having drinks with Kate and Stella, Gwyneth's here and she's brought her fella («Tomamos unos tragos con Kate y Stella, Gwyneth está aquí y trajo a su novio»). Michael Hubbard de musicOMH describió la letra como un «himno wannabe/carta de amor» a la cantante, y el sitio Contactmusic.com afirmó que era un «homenaje a su heroína Madonna», opinión que compartió Adam Webb de Yahoo! Music UK. El tema fue objeto de controversia cuando en agosto de 2006 el actor y compositor estadounidense Ashley Hamilton afirmó que había trabajado con Williams en la composición pero que no había recibido créditos. Al respecto, comentó: «Se nos ocurrió esta idea mientras tomábamos un café una tarde y ambos trabajamos en la letra. Lo siguiente que supe fue que un productor me llamó para felicitarme por incluir mi canción en el disco de Robbie. ¡No sabía de qué estaba hablando!». Hamilton admitió haber tenido maquetas de la pista y que demandaría al cantante si era necesario.

## Recepción crítica
En términos generales, «She's Madonna» obtuvo reseñas favorables de los críticos y periodistas musicales. Por ejemplo, Alexis Petridis de The Guardian le pareció una «brillante meditación glacial sobre el poder corruptor de la fama», Priya Elan de NME la llamó «sin duda su canción más loca» y Julie Broadfoot de la BBC la calificó de «extraña pero divertida» a la vez. Nick Levine de Digital Spy, quien le otorgó tres estrellas de cinco, comentó que «era mejor de lo que la prensa sensacionalista hacía creer a uno» y que a su vez era un «ejercicio decente dentro de la limitación de los daños del héroe caído del pop», luego de que ingresara a un centro de rehabilitación poco antes. El autor concluyó: «¿Quién hubiera adivinado que sonaría tan cómodo —su [trabajo] más convincente en años, en realidad— cantando sobre una de las pocas personas en el mundo que es más famosa que él?». De la misma publicación, Tom Eames lo eligió como una de los mejores temas de Rudebox y lo consideró uno de los sencillos más infravalorados de su carrera. En una reseña retrospectiva, David Hutchison de Attitude sostuvo que a pesar de que no tuvo éxito en las listas, era el mejor sencillo del álbum y lo describió como una «fantasía de ruptura escandalosa». En un artículo sobre sus canciones más destacadas, Annie Zaleski de Las Vegas Weekly remarcó que el resultado era una «genialidad sugestiva de electropop».
El periódico Observer Music Monthly afirmó que la colaboración con Pet Shop Boys era «la introducción perfecta» al que consideró «el mejor álbum de Williams». Con respecto a la letra, agregó que el cantante logra «al menos en sus sueños, la combinación perfecta de deferencia y fanfarronería». Un editor del sitio Entertainment.ie expresó que la influencia musical de Pet Shop Boys prevaleció en la canción, descrita como un «homenaje irónico [a la cantante] cargado de sintetizadores». De manera similar, Hubbard de musicOMH admitió que el dúo le dio un «toque de brillo» y reconoció que al trabajar con ellos otorgó al disco «cierta credibilidad». En una crítica general negativa para Rudebox, Ed Power de Hot Press escribió que no es hasta que «el álbum avanza hacia su punto medio que retorna algo de calma». Elogió la producción de Pet Shop Boys y dijo que era una balada «sentimental» siguiendo la tradición del «mejor trabajo de Williams, es decir, el más sensiblero». Sebas E. Alonso de Jenesaispop fue menos positivo y aseguró que había sido un «fallido» homenaje a Madonna y que no era «el melódico medio tiempo prometido, sino una canción que incluso después de varias escuchas, es imposible recordar».

## Recepción comercial
En Reino Unido, «She's Madonna» ingresó fuera de los diez primeros puestos del UK Singles Chart, en el puesto dieciséis. Fue la posición más baja de Williams desde «Sin Sin Sin», que alcanzó el veintidós en junio de 2006, y en total solo estuvo tres semanas. Para febrero de 2014 había sido su 36.º sencillo más exitoso en el país. En Escocia tuvo una recepción mejor y debutó en el noveno lugar el 11 de marzo de 2007, aunque que en Irlanda solo llegó al número 38 y estuvo presente una semana. En el resto de los mercados europeos el recibimiento comercial fue más favorable: ocupó las posiciones dos en República Checa y en la lista Dutch Top 40 de Países Bajos, tres en la Región Flamenca de Bélgica, en el conteo Single Top 100 de Países Bajos, en España e Italia, cuatro en Alemania y Dinamarca, siete en Hungría, ocho en Rusia y Suiza y diez en la Región Valona de Bélgica.
En las listas Eurocharts Single Sales y Radio Airplay, que recopilan información sobre las ventas y airplay de los sencillos en más de quince países del continente, alcanzó las posiciones cuatro y nueve, respectivamente, el 24 de marzo de 2007. Fuera del top diez se ubicó en el puesto trece en Finlandia, catorce en Austria, veinte en Suecia, veintidós en Grecia y treinta y cinco en Rumania. Tanto en Dinamarca como en Alemania recibió un disco de oro otorgado por la Federación Internacional de la Industria Fonográfica (IFPI) y la Bundesverband Musikindustrie (BVMI), en representación por 7500 y 150 000 copias vendidas, respectivamente. En Estados Unidos ingresó al ranking Dance Club Songs de Billboard el 28 de julio de 2007 en el puesto treinta y ocho. Fue ascendiendo de lugares poco a poco hasta que alcanzó el decimosegundo lugar el 8 de septiembre y permaneció en total doce semanas.

## Vídeo musical

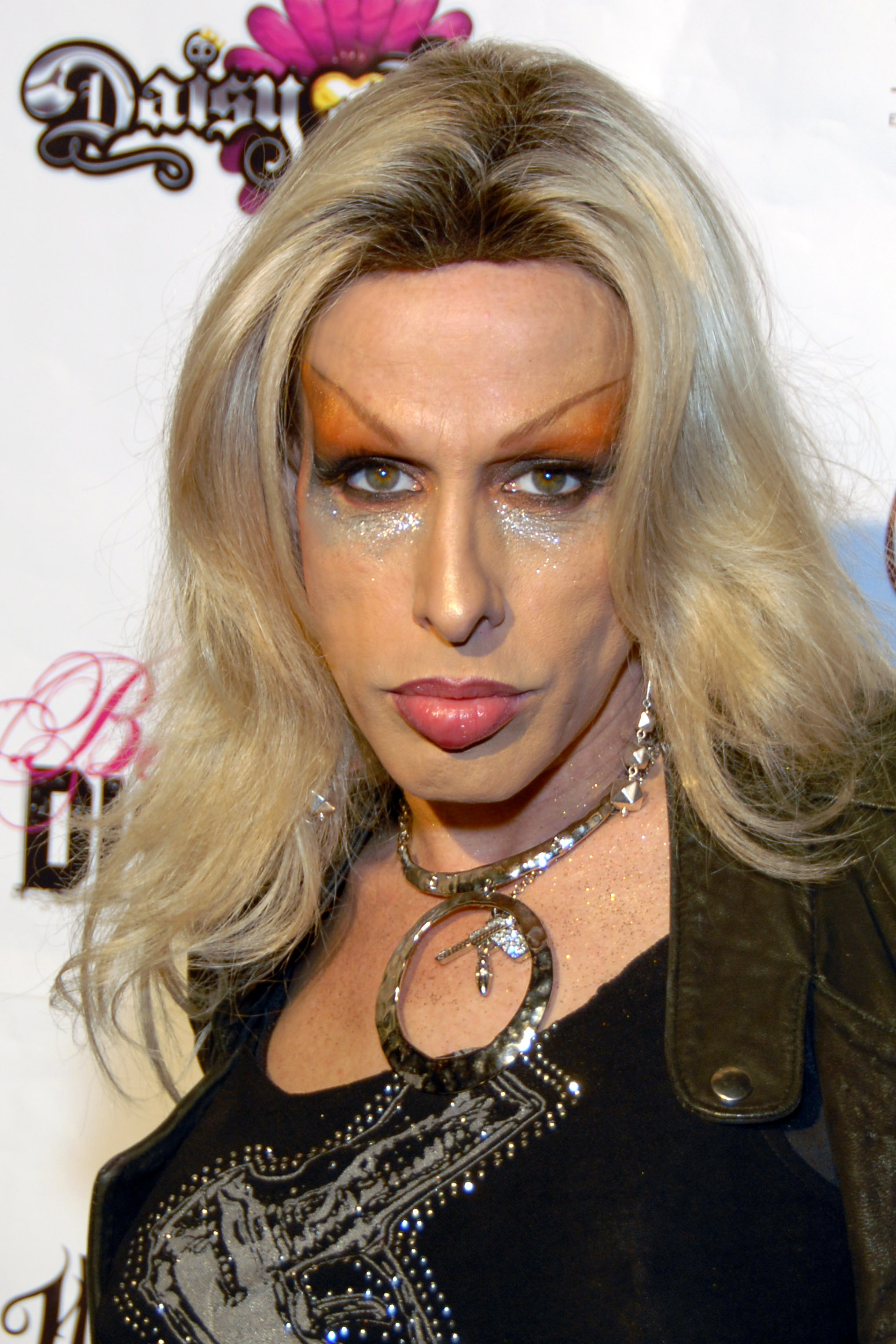
Alexis Arquette aparece en el vídeo musical de «She's Madonna» como una de las drag queens.

Filmado en Los Ángeles durante un receso de la gira Close Encounters Tour, el vídeo musical de «She's Madonna» fue dirigido por Johan Renck, quien anteriormente había trabajado con Williams y Madonna en «Tripping» y «Hung Up» (2005), respectivamente, y contó con la participación de varias drag queens, entre ellas la actriz Alexis Arquette y la concursante de RuPaul's Drag Race Tammie Brown. El mismo Williams también personificó a una drag queen: lució un vestido negro, labios rojos, pestañas postizas y una peluca negra con flequillo comparada con la de la cantante Lily Allen y la que usó la actriz Uma Thurman en la película Pulp Fiction (1994). Cerca del final interpreta el tema portando un esmoquin en un estilo similar a John Travolta en Saturday Night Fever (1977). Sin embargo, a pesar del título de la canción, no imitó a Madonna en el vídeo ni ella tampoco apareció. Renck explicó que la inspiración principal fue representar la paranoia que uno enfrenta en el escenario.
Con un pasado como músico, recuerdo que a veces sentía que el público estaba en mi contra mientras estaba en el escenario. Incluso si eso no se notaba de ninguna manera, aún sentía como si a todos les disgustara, o al menos, en el fondo me malinterpretaban. Esa paranoia estaba firmemente arraigada dentro de mí, el miedo a ser el artista equivocado frente al público equivocado. De este modo, la idea de «She's Madonna» trata sobre eso.
Inicia con una entrevista a Williams, donde se le pregunta sobre su verdadera personalidad y la que utiliza en el escenario. A continuación se dirige a su camerino y se despoja del maquillaje y de su disfraz, y luego viste un esmoquin blanco y sube al escenario para cantar el tema ante un público compuesto por drag queens. El vídeo estuvo disponible por primera vez el 19 de enero de 2007 en el sitio oficial de la radio BBC y posteriormente en el de Williams. El Periódico de Catalunya lo nombró «provocador» y la revista ¡Hola! comentó que el artista «vuelve a sorprender a sus fans con un vídeo musical que no dejará indiferente a nadie». Del mismo modo, el diario argentino La Gaceta sugirió que no pasaría inadvertido entre sus seguidores y que desataría comentarios sobre su condición sexual. Thomas Rogers, de Salon.com, desaprobó el hecho de que se representara a las drag queens como «pacientes en una sala mental», así como la secuencia de la entrevista en la que habla sobre su «desorden de personalidad múltiple» vestido como tal, lo que según el periodista, equiparaba el travestismo con una enfermedad mental. Un editor de Metro cuestionó: «¿Robbie intenta enviarnos un mensaje? ¿O solo se dejó llevar jugando a vestirse en el armario de su madre?».

## Lista de canciones
| CD / Descarga digital |                                          |          |  |
| N.º                   | Título                                   | Duración |  |
| 1.                    | «She's Madonna»                          | 4:16     |  |
| 2.                    | «Never Touch That Switch» (Switch Remix) | 5:09     |  |

| Maxi CD / EP digital |                                                       |          |  |
| N.º                  | Título                                                | Duración |  |
| 1.                   | «She's Madonna» (versión del álbum)                   | 4:16     |  |
| 2.                   | «She's Madonna» (Chris Lake Remix)                    | 7:57     |  |
| 3.                   | «She's Madonna» (Kris Menace Vocal Re-Interpretation) | 4:23     |  |
| 4.                   | «She's Madonna» (Kris Menace Dub)                     | 5:36     |  |

| DVD / Descarga digital |                                                          |          |  |
| N.º                    | Título                                                   | Duración |  |
| 1.                     | «She's Madonna» (vídeo)                                  |          |  |
| 2.                     | «Never Touch That Switch» (Nightmoves' Liars Club Remix) | 6:52     |  |
| 3.                     | «Never Touch That Switch» (Dark Horse Dub Mix)           | 4:33     |  |

## Posicionamiento en listas
| País (Lista 2007)                     | Posición más alta |
| ------------------------------------- | ----------------- |
| Alemania (Offizielle Deutsche Charts) | 4                 |
| Austria (Ö3 Austria Top 40)           | 14                |
| Bélgica Flandes (Ultratop)            | 3                 |
| Bélgica Valonia (Ultratop)            | 10                |
| Dinamarca (Tracklisten)               | 4                 |
| Escocia (Scottish Singles Chart)      | 9                 |
| España (PROMUSICAE)                   | 3                 |
| Estados Unidos (Dance Club Songs)     | 12                |
| Europa (Eurocharts Single Sales)      | 4                 |
| Europa (Eurocharts Radio Airplay)     | 9                 |
| Finlandia (Suomen virallinen lista)   | 13                |
| Grecia (IFPI)                         | 22                |
| Hungría (Rádiós Top 40)               | 7                 |
| Irlanda (IRMA)                        | 38                |
| Italia (FIMI)                         | 3                 |
| Países Bajos (Dutch Top 40)           | 2                 |
| Países Bajos (Single Top 100)         | 3                 |
| Reino Unido (UK Singles Chart)        | 16                |
| República Checa (Rádio Top 100)       | 2                 |
| Rumania (Romanian Top 100)            | 35                |
| Rusia (Tophit)                        | 8                 |
| Suecia (Sverigetopplistan)            | 20                |
| Suiza (Schweizer Hitparade)           | 8                 |

| País (Lista 2007)                     | Posición |
| ------------------------------------- | -------- |
| Alemania (Offizielle Deutsche Charts) | 36       |
| Austria (Ö3 Austria Top 40)           | 67       |
| Bélgica Flandes (Ultratop)            | 42       |
| Bélgica Valonia (Ultratop)            | 44       |
| Hungría (Rádiós Top 100)              | 57       |
| Países Bajos (Single Top 100)         | 31       |
| Rusia (Tophit)                        | 50       |
| Suiza (Schweizer Hitparade)           | 43       |

## Certificaciones
| País (organismo certificador) | Certificación | Unidades certificadas |
| ----------------------------- | ------------- | --------------------- |
| Alemania (BVMI)               | Oro           | 150 000               |
| Dinamarca (IFPI)              | Oro           | 7500                  |

## Créditos y personal

### Dirección
- Grabación y mezcla en Sarm West Studios (Londres).
- Masterización en Metropolis Studios (Londres).
- Publicado por BMG Music Publishing Ltd/Cage Music Ltd/Sony ATV Music Ltd.
- Pet Shop Boys aparece por cortesía de Parlophone Records.
- © ℗ 2007 Robert Williams/The In Good Company Co. Ltd., bajo licencia exclusiva de Chrysalis Records Ltd.

### Personal
- Robbie Williams: voz, composición
- Neil Tennant: composición, producción
- Chris Lowe: composición, producción, programación
- Pete Gleadall: programación
- Tim Weidner: mezcla, ingeniería
- Tony Cousins: masterización
- Johny Buzzerio: fotografía

Créditos adaptados de las notas del CD de «She's Madonna» y del álbum Rudebox.